# 布勒熱尼鄉
45°19′N 26°49′E / 45.317°N 26.817°E
布勒熱尼鄉（羅馬尼亞語：Comuna Blăjani, Buzău），是羅馬尼亞的鄉份，位於該國東南部，由布澤烏縣負責管轄，面積22平方公里，海拔高度350米，2007年人口1,112，人口密度每平方公里50人。